# Марсдън
Вижте пояснителната страница за други значения на Марсдън.
Марсдън (на английски: Marsden) е село в Западен Йоркшър, северна Англия. Населението му е около 4 400 души (2008).
Разположено е на 347 метра надморска височина в Пенинските планини, на 11 километра югозападно от Хъдърсфийлд и на 25 километра североизточно от центъра на Манчестър. Селището се разраства през XIX век, когато там са създадени няколко фабрики за вълнен текстил.